# Past Times with Good Company
Albums de Blackmore's Night
Fires at Midnight
(2001) Ghost of a Rose
(2003)
Past Times with Good Company est un double album live du groupe Blackmore's Night, enregistré en mai 2002 à Groningen, aux Pays -Bas. Il sort en octobre 2002 en Europe et en février 2003 aux États-Unis et au Canada.

## Analyse des titres
Le titre de l'album est un hommage à la chanson folklorique anglaise du XVIe siècle Pastime with Good Company, composée par le roi Henry VIII, et interprétée dans un arrangement spécial en deux parties par Blackmore's Night sur cet enregistrement. Fires At Midnight est une autre pièce avec une lignée royale, attribuée au roi Alphonse X d'Espagne.
Le concert inclut deux reprises d'anciens groupes de Ritchie Blackmore : Soldier of Fortune, chanson de Deep Purple, tirée de leur album Stormbringer et 16th Century Greensleeves extraite du premier album de Rainbow, Ritchie Blackmore's Rainbow.
Une version limitée allemande comprend deux titres bonus : Fires At Midnight en version acoustique et Home Again chantée en grec.
Une autre édition limitée allemande  inclut des morceaux live supplémentaires enregistrés lors d'une émission de presse à Solingen, en Allemagne,. Fires At Midnight et Mid Winter's Night en versions acoustiques.
La version japonaise contient un titre supplémentaire enregistré lors du concert de Meningue : Memingen.

## Liste des titres
| 1. | Shadow of the Moon                          | 10:56 |
| 2. | Play Minstrel Play                          | 4:34  |
| 3. | Minstrel Hall                               | 5:43  |
| 4. | Past Time with Good Company                 | 7:04  |
| 5. | Fires at Midnight                           | 12:28 |
| 6. | Under a Violet Moon                         | 5:01  |
| 7. | Soldier of Fortune (reprise de Deep Purple) | 4:21  |

| 8.  | 16th Century Greensleeves (reprise de Rainbow) | 4:44 |
| 9.  | Beyond the Sunset                              | 5:28 |
| 10. | Morning Star                                   | 6:09 |
| 11. | Home Again                                     | 6:32 |
| 12. | Renaissance Faire                              | 5:07 |
| 13. | I Still Remember                               | 7:03 |
| 14. | Durch den Wald zum Bachhaus                    | 3:11 |
| 15. | Writing on the Wall                            | 6:00 |

| 16. | Fires at Midnight (version acoustique) | 9:50 |
| 17. | Home Again (chantée en grec)           | 5:17 |

| 16. | Fires at Midnight (version acoustique enregistrée à Solingen)  | 9:50 |
| 17. | Mid Winter's Night (version acoustique enregistrée à Solingen) | 4:45 |

| 16. | Memmingen | 2:18 |

## Musiciens
- Ritchie Blackmore : guitare électrique et acoustique, mandoline, mandole, vielle à roue, tambour Renaissance
- Candice Night : chant, chalemie, rauschpfeife, tambourin, pennywhistle, cornamuse
- Sir Robert of Normandie : basse, guitare rythmique, harmonie vocale
- Carmine Giglio : claviers, harmonie vocale
- Squire Malcolm of Lumley : batterie
- Kevin Dunne : batterie sur 16th Century Greensleeves
- Lady Rraine : chant d'harmonie
- Chris Devine : violon, flûte à bec, mandoline

A noter la présence sur cet album du bassiste Sir Robert of Normandie (Robert Curiano) qui en 2015 deviendra membre (sous le nom Bob Nouveau) du groupe Rainbow, reformé par Ritchie Blackmore.

## Classements
| Année     | Pays | Position |
| --------- | ---- | -------- |
| Allemagne | 2002 | 62       |